# Кутх
Кутх — воплощение духа Ворона, традиционно почитающееся различными коренными народностями на Дальнем Востоке России. Образ Кутха проявляется во множестве легенд. Он выступает в качестве ключевой фигуры в сотворении мира (создателя Земли), прародителя человечества, могущественного шамана или трикстера. Кутх — популярный герой в преданиях народов Чукотки, он играет центральную роль в мифологии коряков и ительменов Камчатки. Множество историй, связанных с Кутхом, схожи с аналогичными историями, относящимися к Ворону, распространёнными среди коренных народностей северо-западного побережья Северной Америки. Это, видимо, связано с длительной историей культурных контактов между народами Азии и Северной Америки.
Один из мифов повествует, будто раньше Солнце, Луна и звёзды находились в мячах в жилище женщины-духа, поэтому в мире было темно и холодно. Ворон решил освободить светила, но никак не мог попасть в ярангу женщины. Тогда он решил превратиться в хвоинку и упал в воду. Женщина-дух зачерпнула воды ведром и поймала Ворона. Придя домой, она выпила воду вместе с хвоинкой и забеременела, а через некоторое время родила Ворона. Новорождённый Ворон попросил мячи — поиграть, и, получив их, разорвал клювом оболочку и выпустил светила. Таким образом мир приобрёл тот вид, к которому мы все привыкли, а сам Ворон почернел — его опалило солнце.
У кереков и у некоторых других родственных им народов был распространён вариант названия «Ворон Кукки». У кереков есть сказки (например: «Кукки и Мыши», «Лиса Чачучанавут и ворон Кукки») и эпос о приключениях ворона Кукки.